# Mikolajiv
Mikolajiv (ukránul: Миколаїв, oroszul: Николаев) város Ukrajnában, a Mikolajivi terület közigazgatási központja. A városnak 514 ezer lakója van (2001-es népszámlálás), 259,83 km² területen fekszik, tehát népsűrűsége 1959 fő/km². 65 km-re fekszik a Fekete-tengertől, a Déli-Bug folyó partján.

## Története
A várost 1798-ban alapították, mint „Az új hajógyár az Ingul folyón”. Itt főleg az orosz haditengerészet hajóit javították az orosz–török háborúk alatt. Később új nevet kapott, átnevezték Nyikolajevre, arra emlékezve, hogy a tengerészek védőszentje, Szent Miklós napján, 1737. december 19-én (az orosz ortodox egyház szerint) vették be az orosz csapatok a közeli Ocsakov török erődítményét – ekkor lett a város az Orosz Birodalom része. Mikolajiv története szorosan összefonódik a hajógyártással. Azonkívül, hogy fontos kikötő, számottevő az ipara is. A kohászat, a kozmetikai ipar és az elektrotechnika tartozik a fő ágazatai közé.

## Földrajz
Mikolajiv egy félszigeten fekszik Ukrajna sztyeppe régiójában. Az Inhul folyó és a Déli-Bug folyó a város északi keleti részén folyik össze. Ezért több hosszú és keskeny félsziget jött létre a város környékén és a város fő része is egy félsziget amelyet a Déli-Bug egy 180 fokos kanyarja hozott létre. A városhoz a legközelebbi hegyek 300 km-re délre, a Krím déli részén találhatók.

## Környezet és környezetvédelem
A környezetvédelmi gondok azonosak, mint a többi ukrán városban: a vízszennyezés, a levegő és a felszín alatti vizek, az ivóvíz minősége, a zaj, a hulladékgazdálkodás és a biológiai sokféleség megőrzése a városban. A városban a 2010-es évek egyik legsürgetőbb problémája: ártalmatlanítani a szilárd háztartási hulladékot.
A város területén 18 természetvédelmi terület van, összesen mintegy 12 km² területen. A Mikolajivi állatkert (Миколаївський зоологічний парк) az egyik leghíresebb állatkert egész Ukrajnában.
A városban található tájparkok: a Peremohi (Győzelem) park, a Petrovszkovo park, a 68 Ejtőernyős park (Сквер ім. 68 Десантників), a Szivaszkij park, a Flotta bulvár (Бульвар Флотський), a Liszki park, a Pionerszkij park, a Leninszkovo Komszomol park, az Emlékmű park botanikus természeti emlékmű (Ботанічна пам’ятка природи Сквер Пам’ять), a védett Tölgy Rezervátum (Заповідне урочище Дубки), a Balabanovka Erdei Rezervátum (Лісовий заказник «Балабанівка»), az Október víztározó hidrológiai rezervátum (Гідрологічний заказник Жовтневе водосховище) és a Török kút vízrajzi természeti emlék (Турецький фонтан).

## Közigazgatás
A város 4 kerületre oszlik:
Központi (Центральний) kerület a város északnyugati részén található. Ez magában foglalja a történelmi központot, a „Rakéta-traktust”, a Ternovka, Matvejevka, Varvarovka településrészeket is.
A Zavodszkij (Gyár) (Заводський) kerület a város nyugati felében található. A nevét az itt található számos ipari vállalkozás miatt kapta. Részei a Namiv és Liszki lakónegyedek.
Az Inhulszkij (Iнгульський) kerület a keleti részen található. A Novij Vodonnij és a Sztarij Vodonnij negyedek alkotják. Ebben a kerületben van az állatkert, a busz- és a vasútállomás is.
A Korabelnij (Корабельний) kerület a város déli részén található. Ennek a kerületnek a részei a Zsovtnyeve, Siroka Balka, Balabanivka és Kulbakine városrészek.

## Éghajlat
A város éghajlatát az enyhe telek és forró nyarak jellemzik. Mikolajiv éves átlagos hőmérséklete 10 °C. A legalacsonyabb átlaghőmérséklet januárban −3,1 °C, a legmagasabb júliusban 22,3 °C. Az átlagosan éves csapadék 472 mm, a legkevesebb a csapadék októberben, a legtöbb júliusban. Minden évben havazik, de a lehullott hó magassága alacsony. Átlagos éves relatív páratartalom 73%, legkevésbé párás az augusztus, 60%, a legmagasabb a páratartalom decemberben 86%. A legtöbb napsütés augusztusban van, a legfelhősebb a december. Az uralkodó szélirány az északi. A legszelesebb hónap a február, a legkevésbé szeles a nyári júliustól szeptemberig tartó időszak.

## Gazdaság
A város gazdaságának alapja a hajógyártás. Ukrajna egyik legjelentősebb hajóépítő központja és egy fontos folyami kikötő is. A városnak három olyan nagy hajógyára is van amelyek nagy tengerjáró hajók építésére is képesek. A kereskedelmi célú hajógyártás mellett jelentős a hadihajógyártás, tervezés és kutatás is. Ez utóbbi és a számos titkos szovjet haditengerészet projekt miatt (valamint a Mikolajiv légierő bázis, turbina gyár és a katonai kikötő jelenléte miatt) Mikolajiv még az 1980-as években is el volt zárva a külföldi látogatóktól. A szovjet haditengerészet felszíni hajóinak a többsége - beleértve az egyetlen orosz repülőgép-hordozót, a Kuznyecovot - itt épült. A függetlenség után a hajógyártásban is jelentős visszaesés történt, 2011 májusában, amikor az ukrán elnök, Viktor Janukovics a városba látogatott, azt mondta, hogy újraéleszti és továbbfejleszti a hajóépítő ipart Mikolajiv régióban. Azonkívül, hogy a város fontos tengeri és folyami kikötő, további számottevő iparágak a gépipar, az energetika, a kohászat is. A "Zorja-Masprojekt" tervezőiroda az egyik fő munkaadója a városnak, villamos berendezéseket készít hajókhoz és hajókon használt készülékekhez, földgáz- és villamosenergia-termeléshez szükséges berendezések gyártásával is foglalkozik.
A másik legnagyobb vállalkozása a városnak az alumínium-gyár, amely timföld készítésével és alumíniumgyártással foglalkozik.
Az utolsó 10 évben jelentősen fejlődött az élelmiszeripar is. A város fejlett élelmiszer-feldolgozó iparának a része a gyümölcslé készítő „ Szandora ”, a tejtermékeket készítő „ Laktalis-Mikolajiv ” és a „Jantar” sörfőzdét, a „Nibulon” nagykereskedő cég - amelynek a központja a városban van - az egyik vezetője az ukrán mezőgazdasági piacnak.

## Közlekedés
A városnak nagy kereskedelmi folyami és tengeri kikötője van, és jelentős közúti és vasúti csomópont is. Van két vasútállomása és egy távolsági busz állomása is.
A legfontosabb várost érintő utak a kelet-nyugati autóút, a jele E-58 / M-14 nyugat felé halad, majd délre fordulva Odesszába (120 km) érkezik, előtte Herszon város (65 km), nagy kikötője előtt halad el. Az E-58 / M-14 kelet felé a nagy ipari és a kikötő város a Délkelet-Ukrajnai Mariupollal köti össze Mikolajivet.
Az E-58 nemzetközi autóút (Bécs–Kassa–Ungvár–Jászvásár, Románia–Chișinău, Moldova–Odessza–Mikolajiv–Mariupol–Rosztov-na-Donu, Oroszország);
Az M-14 autóút (Odessza–Melitopol–Nоvоаzovszk, Donecki terület)
A H-11 nemzeti autóút (Olekszandrivka, Kіrovohradi terület - Mikolajiv);
a H-14 nemzeti autóút (Dnyipro–Kropivnickij–Mikolajiv)

### Távolsági tömegközlekedés
Légi közlekedés: A Mikolajiv Repülőtér (kódja NLV), az egyik legnagyobb, technikailag jól felszerelt repülőtér a Dél-Ukrajnában, a várostól 10 km-re északkeletre található. Kettős funkciójú, személy- és áruszállítással is foglalkozó repülőtere van, de a személyszállítás nem jelentős. Az UTair regionális orosz légitársaság kínál repülőjegyeket Mikolajiv - Moszkva viszonylatra (Vnukovo - VKO repülőtérre). Van egy óránkénti reptéri járat Odesszába (132 km), körülbelül 2 óra az út (a legközelebbi nagyobb repülőtér). Szinte minden légi személyszállítási szolgáltatás a Délnyugat-Ukrajnában (ahol Mikolajiv található) Odessza nemzetközi repülőtéren keresztül zajlik.
Vonatközlekedés: Rendszeresen a vonatközlekedés a két legközelebb eső városba: Odesszába (délnyugatra) és Herszonba (délre).
Közvetlen vonatok vannak Moszkva (26 óra), Kijev (10 óra), Lviv (18 óra), Odessza (5 óra) és a Krím (8 óra) városaiba naponta.
Az utasszállító vasútállomás neve: ”Mikolajiv – utas” (Миколаївський залізничний пасажирський вокзал). A város főterén kívül a vasútállomásról, helyi buszok indulnak Mikolajiv minden kerületébe.
Busz közlekedés: 8½ óra busszal a Kijevbe (500 km). Ukrán busztársaságok mint a Gjunszel (Гюнсел) és Avtolux (Автолюкс) naponta indítanak éjszakai buszokat Kijevbe.
Az elővárosi buszok a Lenina sugárút 26/b-ből indulnak. (Автовокзал приміський Миколаїв, Леніна просп., 26Б.)

## Testvérvárosai
- Galați, Románia
- Rzeszów, Lengyelország